# Jeden svět na školách
Jeden svět na školách (JSNS) je jedním ze vzdělávacích programů organizace Člověk v tísni, který se zaměřuje na osvětu a výchovu mladých lidí k aktivnímu a odpovědnému přístupu k dění ve světě. Ředitelem vzdělávacího programu je Karel Strachota.

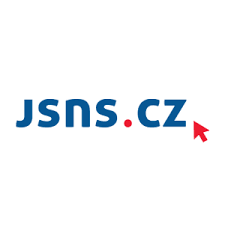
Logo jsns.cz

## Vznik programu
Program vznikl v roce 2001 a je přičítán konání Mezinárodního filmového festivalu dokumentárních filmů Jeden svět. V roce 2001 začal Jeden svět na školách šířit filmy prostřednictvím klasických videokazet VHS. S postupem digitalizace technologií byly snímky později distribuovány na nosičích DVD. Spojení s internetem přichází až v roce 2013, kdy je zahájen provoz internetového portálu, který je určen primárně pro učitele a žáky.

## Činnost
Program pomocí filmů, diskusí a výukových aktivit přináší do škol důležitá témata. Díky těmto aktivitám rozvíjí na školách schopnost kriticky myslet, vyjádřit svůj názor a respektovat názor druhých. Zároveň u žáků a studentů podporuje získávání emočních kompetencí a pozitivně působí na vztahy i klima v třídním kolektivu.

### Semináře a workshopy
Vzdělávací program oslovuje jak studenty, tak pedagogické pracovníky, které se snaží také edukovat. Tato edukace probíhá formou seminářů, webinářů a kurzů, které jsou zdarma. Většina je akreditovaná MŠMT.
Edukace studentů a pedagogů probíhá i v zahraničí. Kromě distribuce materiálů, organizace seminářů, školních projekcí a projektů, se JSNS snaží vytvářet jiné, zaváděcí projekty v ostatních zemích. Více než 3000 škol mimo ČR se aktivně podílí na těchto aktivitách.

### Školní projekce
Ve spolupráci s Jedním světem se konají školní projekce v kinech v jednotlivých regionech. Každý ročník má své téma, na které jsou dokumenty a filmy zaměřené. Součástí Jednoho světa jsou i speciální dopolední projekce vybraných filmů pro základní a střední školy a to ve všech festivalových městech po celé České republice. Po projekcích filmů následují debaty, kde se mladí diváci dozví více o tématu a mají možnost vyjádřit svoje názory a postoje.

### Portál JSNS
Portál JSNS.CZ je primárně určen pro vyučující základních a středních škol, budoucí pedagogy, pedagogické pracovníky a uživatele působící v institucích pracujících s mládeží. Na portálu se nachází dokumentární filmy a vzdělávací materiály, které vyučující mohou po registraci zdarma a legálně využít při práci se svými žáky a studenty.
Tři čtvrtiny českých základních a středních škol mají registraci na tomto portále, který jim umožňuje využívat materiály týkající se, mimo jiné, moderních československých dějin a občanského nebo mediálního vzdělávání.
Největší vzrůst registrací do portálu proběhl v době pandemie, kdy portál nabízel pedagogům materiály pro distanční výuku.

### Průzkumy a šetření
JSNS provádí od roku 2009 kvalitativní a kvantitativní průzkumy. Ty jsou prováděny každé 3 roky ve spolupráci se specializovanou agenturou. Průzkumy se zaměřují především na oblast médií a orientaci v informačním prostoru, na vztah mladých lidí k lokálním a globálním problémům a na přístupy vyučujících k důležitým tématům ve vzdělávání. Pomocí těchto průzkumů, jež zjišťují názory, postoje a znalosti mladých lidí a vyučujících, lze porovnávat výsledky s předchozími šetřeními a sledovat vývoj názorů a postojů cílové populace v čase.

### Publikace
Jeden svět na školách od roku 2007 vydává publikace a metodické příručky, které jsou zaměřeny na mediální vzdělávání. Všechny publikace jsou dostupné zdarma v PDF verzi, novější publikace i v tištěné verzi.

## Témata
Jeden svět na školách se věnuje tématům mediálního vzdělávání, lidských práv, globálního vzdělávání, moderních československých dějin, životního prostředí, občanské angažovanosti a sociální problematiky.

## Financování
Vzdělávacímu programu přispívá řada podporovatelů. Mimo jiné to jsou zejména fondy Evropské unie; Ministerstvo kultury ČR; Ministerstvo školství, mládeže a tělovýchovy ČR; Státní fond pro podporu a rozvoj české kinematografie a Magistrát hlavního města Prahy.

## Projekty v rámci JSNS
- Příběhy bezpráví

- Mediální vzdělávání (Týdny mediálního vzdělávání)
- Studentské volby
- Jeden svět
- Cena Gratias Tibi
- Kdo jiný?
- Hledá se
- Filmové kluby
- Příběh mojí rodiny